# Frank Marshall (producteur)
Pour les articles homonymes, voir Frank Marshall et Marshall.
Frank Marshall est un producteur et réalisateur américain né à Los Angeles le 13 septembre 1946. Il est le fils du compositeur Jack Marshall. Son frère Phil Marshall est également compositeur. Depuis 1987, Frank Marshall est marié à la productrice Kathleen Kennedy avec qui il a eu deux enfants.

## Carrière de producteur
La carrière de Frank Marshall est indissociable de celle de Steven Spielberg puisqu'il est son producteur depuis Les Aventuriers de l'arche perdue en 1981, en collaboration avec son épouse Kathleen Kennedy. Tous les trois, ils ont fondé la même année la société Amblin Entertainment. Il reçoit pour cela un prix Inkpot en 1982.
Le couple Kennedy-Marshall a produit, via leur société The Kennedy/Marshall Company, des célèbres films américains, outre la quasi-totalité des films de Spielberg, tels que la trilogie Retour vers le futur (Robert Zemeckis), Les Nerfs à vif (Martin Scorsese), L'Aventure intérieure (Joe Dante), Sixième Sens (M. Night Shyamalan), La Mort dans la peau (Paul Greengrass)...

## Réalisation
Frank Marshall passe à la réalisation en 1990 avec Arachnophobie, un film d'horreur avec Jeff Daniels, Harley Jane Kozak et John Goodman.
En 1992 il réalise Les Survivants qui retrace le drame de la Cordillère des Andes. Il réalise ensuite Congo, sorti en 1995, mais le film est éreinté par la critique.
En 2006, il réalise le remake du film japonais Antarctica : Antartica, prisonniers du froid, un film d'aventure avec Paul Walker et Jason Biggs.

## Filmographie

### Réalisateur
- 1990 : Arachnophobie (Arachnophobia)
- 1992 : Les Survivants (Alive)
- 1993 : Johnny Bago - Saison 1, épisode 3
- 1995 : Congo
- 1998 : De la Terre à la Lune (From the Earth to the Moon) - Épisode 6
- 2006 : Antartica, prisonniers du froid (Eight Below)

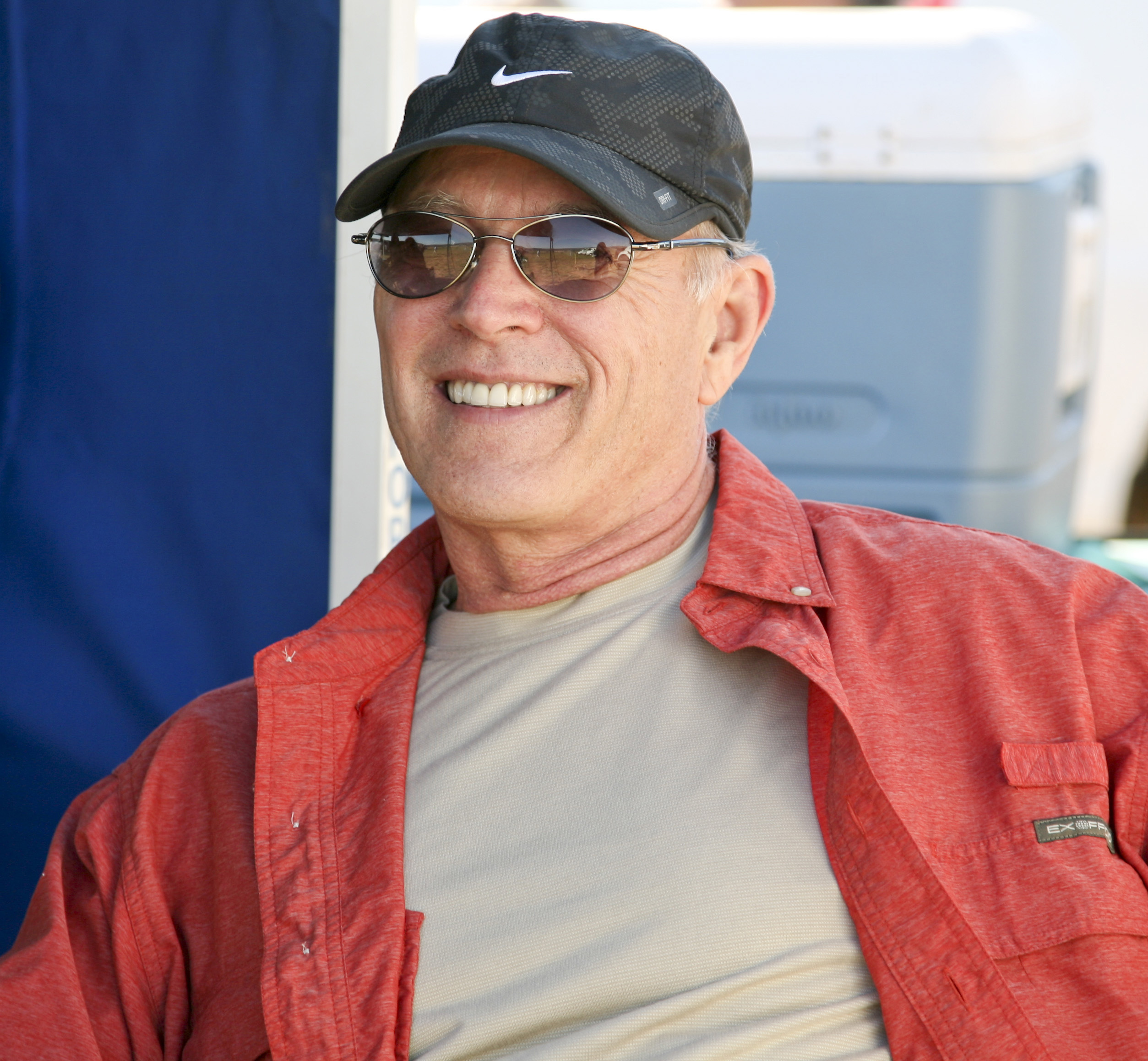
Frank Marshall en juin 2007.

### Acteur
- 1968 : La Cible (Targets) de Peter Bogdanovich : le garçon au ticket
- 1971 : La Dernière Séance (The Last Picture Show) de Peter Bogdanovich : Tommy Logan
- 1976 : Nickelodeon de Peter Bogdanovich : l'assistant de Dinsdale
- 1981 : Les Aventuriers de l'arche perdue (Raiders of the Lost Ark) de Steven Spielberg : le pilote d'avion nazi
- 1984 : Indiana Jones et le Temple maudit (Indiana Jones and the Temple of Doom) de Steven Spielberg : un touriste à l'aéroport (non crédité)
- 2006 : Hoot de Wil Shriner : un golfeur

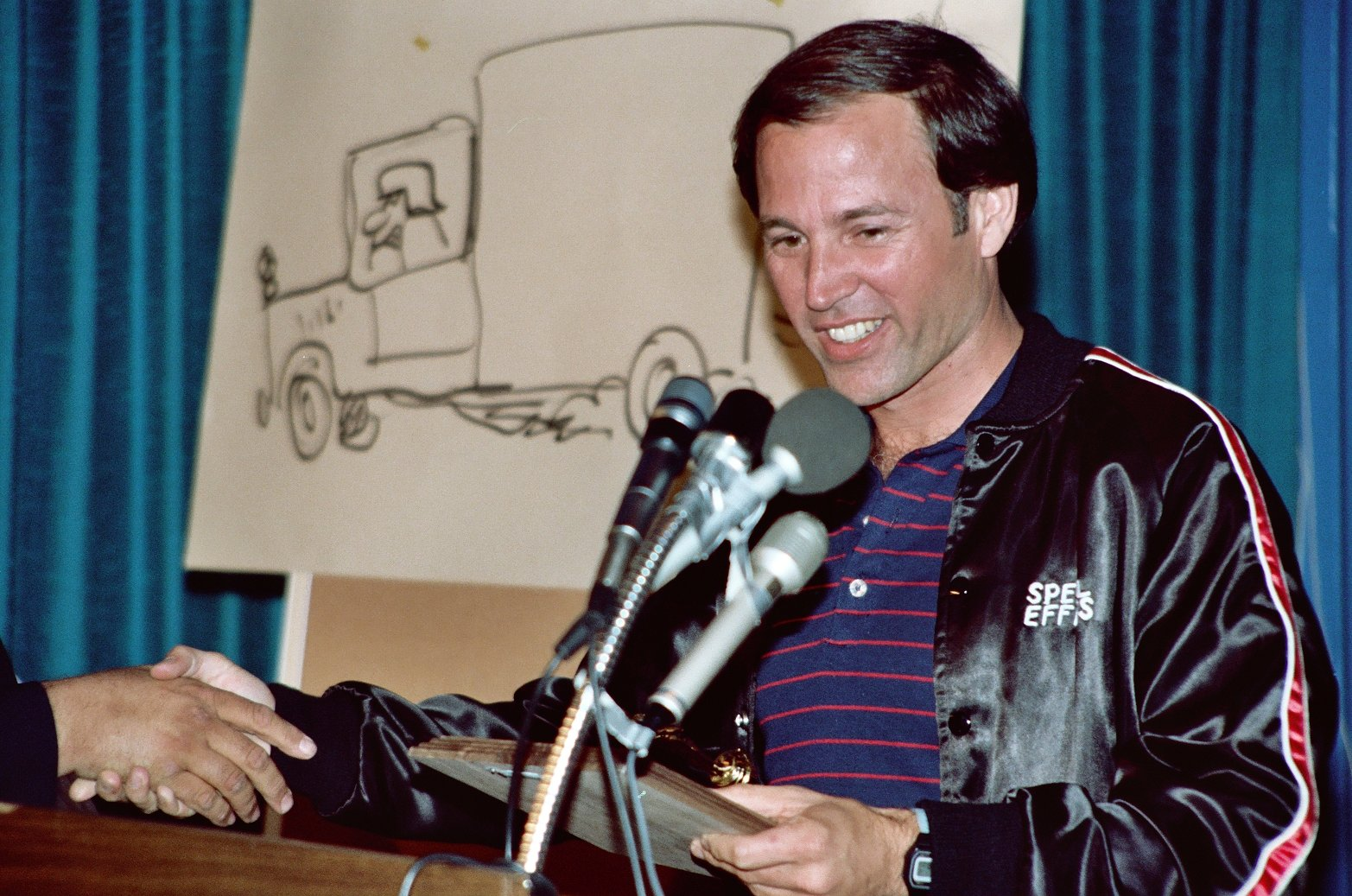
Frank Marshall en 1982.

### Producteur / producteur délégué / producteur associé

#### Années 1970
- 1973 : La Barbe à papa (Paper Moon) de Peter Bogdanovich
- 1974 : Daisy Miller de Peter Bogdanovich
- 1975 : Enfin l'amour (At Long Last Love) de Peter Bogdanovich
- 1976 : Nickelodeon de Peter Bogdanovich
- 1978 : La Dernière Valse (The Last Waltz) de Martin Scorsese
- 1978 : Driver (The Driver) de Walter Hill
- 1979 : Les Guerriers de la nuit (The Warriors) de Walter Hill

#### Années 1980
- 1981 : Les Aventuriers de l'arche perdue (Raiders of the Lost Ark) de Steven Spielberg
- 1982 : Poltergeist de Tobe Hooper
- 1983 : La Quatrième Dimension (Twilight Zone: The movie) de Steven Spielberg, John Landis, Joe Dante et George Miller
- 1984 : Indiana Jones et le Temple maudit (Indiana Jones and the Temple of Doom) de Steven Spielberg
- 1984 : Gremlins de Joe Dante
- 1985 : Une bringue d'enfer (Fandango) de Kevin Reynolds
- 1985 : Les Goonies (The Goonies) de Richard Donner
- 1985 : Retour vers le futur (Back to the Future) de Robert Zemeckis
- 1985 : Le Secret de la pyramide (Young Sherlock Holmes) de Barry Levinson
- 1985 : La Couleur pourpre (The Color Purple) de Steven Spielberg
- 1986 : Une baraque à tout casser (The Money Pit) de Richard Benjamin
- 1986 : Fievel et le Nouveau Monde (An American Tail) de Don Bluth
- 1987 : L'Aventure intérieure (Innerspace) de Joe Dante
- 1987 : Empire du soleil (Empire of the Sun) de Steven Spielberg
- 1987 : Miracle sur la 8e rue (Batteries not included) de Matthew Robbins
- 1988 : Qui veut la peau de Roger Rabbit (Who Framed Roger Rabbit) de Robert Zemeckis
- 1988 : Le Petit Dinosaure et la Vallée des merveilles (The Land Before Time) de Don Bluth
- 1989 : Indiana Jones et la Dernière Croisade (Indiana Jones and the Last Crusade) de Steven Spielberg
- 1989 : Bobo Bidon (Tummy Trouble) (court-métrage) de Rob Minkoff
- 1989 : Mon père (Dad) de Gary David Goldberg
- 1989 : Retour vers le futur 2 (Back to the Future Part II) de Robert Zemeckis
- 1989 : Always – Pour toujours (Always) de Steven Spielberg

#### Années 1990
- 1990 : Joe contre le volcan (Joe Versus the Volcano) de John Patrick Shanley
- 1990 : Retour vers le futur 3 (Back to the Future Part III) de Robert Zemeckis
- 1990 : Gremlins 2 : La Nouvelle Génération (Gremlins 2: The New Batch) de Joe Dante
- 1990 : Lapin Looping (Roller Coaster Rabbit) (court-métrage) de Rob Minkoff
- 1990 : Arachnophobie (Arachnophobia) de lui-même
- 1990 : Les Tiny Toons (Tiny Toons Adventures) - Saison 1, épisode 32
- 1991 : Les Nerfs à vif (Cape Fear) de Martin Scorsese
- 1991 : Fievel au Far West (An American Tail: Fievel Goes West) de Phil Nibbelink et Simon Wells
- 1991 : Hook ou la Revanche du capitaine Crochet (Hook) de Steven Spielberg
- 1992 : Bruits de coulisses (Noises Off...) de Peter Bogdanovich
- 1993 : Swing Kids de Thomas Carter
- 1993 : Kalahari (A Far Off Place) de Mikael Salomon
- 1993 : Panique au pique-nique (Trail Mix-Up) (court métrage) de Barry Cook
- 1993 : Les Quatre Dinosaures et le Cirque magique (We're Back ! A Dinosaur's Story) de Phil Nibbelink, Dick Zondag, Ralph Zondag et Simon Wells
- 1994 : La Surprise (Milk Money) de Richard Benjamin
- 1995 : Congo de Frank Marshall
- 1995 : L'Indien du placard (The Indian in the Cupboard) de Frank Oz
- 1999 : Sixième Sens (The Sixth Sense) de M. Night Shyamalan
- 1999 : La neige tombait sur les cèdres (Snow falling on cedars) de Scott Hicks
- 1999 : Une carte du monde (A Map of the World) de Scott Elliott

#### Années 2000
- 2002 : La Mémoire dans la peau (The Bourne Identity) de Doug Liman
- 2002 : Signes (Signs) de M. Night Shyamalan
- 2003 : Pur Sang, la légende de Seabiscuit (Seabiscuit) de Gary Ross
- 2003 : La Légende de l'étalon noir (Then Young Black Stallion) de Simon Wincer et Jeanne Rosenberg
- 2004 : La Mort dans la peau (The Bourne Supremacy) de Paul Greengrass
- 2006 : Antartica, prisonniers du froid (Eight Below) de lui-même
- 2006 : Hoot de Wil Shriner
- 2007 : La Vengeance dans la peau (The Bourne Ultimatum) de Paul Greengrass
- 2008 : Les Chroniques de Spiderwick (The Chronicles of Spiderwick) de Mark Waters
- 2008 : Indiana Jones et le Royaume du crâne de cristal (Indiana Jones and the Kingdom of the Crystal Skull) de Steven Spielberg
- 2008 : Ponyo sur la falaise (崖の上のポニョ, Gake no ue no Ponyo?) de Hayao Miyazaki
- 2008 : L'Étrange Histoire de Benjamin Button (The Curious Case of Benjamin Button) de David Fincher
- 2009 : Droit de passage (Crossing over) de Wayne Kramer

#### Années 2010
- 2010 : Le Dernier Maître de l'air (The Last Airbender) de M. Night Shyamalan
- 2010 : Au-delà (Hereafter) de Clint Eastwood
- 2011 : Cheval de guerre (War Horse) de Steven Spielberg
- 2012 : Jason Bourne : L'Héritage (The Bourne Legacy) de Tony Gilroy
- 2015 : Jurassic World de Colin Trevorrow
- 2016 : Sully de Clint Eastwood
- 2016 : Le Bon Gros Géant (The BFG) de Steven Spielberg
- 2016 : Jason Bourne de Paul Greengrass
- 2018 : Jurassic World: Fallen Kingdom de Juan Antonio Bayona
- 2019 : Battle at Big Rock (court métrage) de Colin Trevorrow
- 2018 : De l'autre côté du vent (The Other Side of the Wind) d'Orson Welles (film initialement tourné en 1973)

#### Années 2020
- 2021 : Jurassic World : Le Monde d'après (Jurassic World: Dominion) de Colin Trevorrow
- 2024 : Twisters de Lee Isaac Chung
- 2025 : Jurassic World : Renaissance (Jurassic World Rebirth) de Gareth Edwards
- 2025 : Spinal Tap 2: The End Continues de Rob Reiner